# Daniele Ferrazza
Daniele Ferrazza (* 16. März 1993 in Trient) ist ein italienischer Curler. Er spielt derzeit als Lead im Team von Joël Retornaz.

## Karriere
Ferrazza begann seine internationale Karriere bei der European Junior Challenge 2010, dem damaligen Qualifikationsturnier für die Juniorenweltmeisterschaft. Als Ersatzspieler im italienischen Team um Skip Andrea Pilzer wurde er Siebter. im gleichen Jahr spielte er zum ersten Mal bei der Europameisterschaft als Ersatzspieler im Team von Joël Retornaz; die Mannschaft belegte den elften Platz. 
2012 und 2013 gewann er als Second mit der italienischen Mannschaft (Skip: Andrea Pilzer) die European Junior Challenge und spielte bei den nachfolgenden Juniorenweltmeisterschaften. Seine beste Platzierung bei diesem Wettbewerb war ein fünfter Platz 2014 im Amos Mosaner als Skip der Italiener.
Ferrazza hat als Second bzw. Lead der italienischen Mannschaft an den Europameisterschaften 2013, 2014, 2015, 2016 und 2017 teilgenommen; das beste Ergebnis war der vierte Platz 2014. Seine erste Weltmeisterschaft spielte er 2015 als Second und kam auf den zehnten Platz; 2017 wurde er Neunter und 2018 Achter.
Beim Qualifikationsturnier für die Olympischen Winterspiele 2018 spielte er als Lead in der von Retornaz geführten Mannschaft und sicherte sich und dem italienischen Team (Skip: Joël Retornaz, Third: Amos Mosaner, Second: Simone Gonin, Ersatz: Andrea Pilzer) einen der beiden verbleibenden Startplätze für das olympische Turnier der Männer. In Pyeongchang kam er mit dem italienischen Team nach drei Siegen und sechs Niederlagen in der Round Robin auf den neunten Platz.